# Marienhausen
Marienhausen là một đô thị ở huyện Neuwied, bang Rheinland-Pfalz, nước Đức. Đô thị Marienhausen có diện tích 4,84 km².